# Begonia algaia
Espèce
Synonymes
- Begonia calophylla Irmsch.[2]

Begonia algaia est une espèce de plantes de la famille des Begoniaceae.
Ce bégonia est originaire du Jiangxi, en Chine. L'espèce fait partie de la section Platycentrum ; elle a été décrite en 1983 par les botanistes Lyman Bradford Smith (1904-1997) et Dieter Carl Wasshausen (1938-).